# Questão judaica
A questão judaica foi uma questão apresentada particularmente na Europa Ocidental e Central no século XIX durante a Revolução Francesa por sociedades, políticos e escritores sobre as deficiências jurídicas e econômicas da comunidade judaica em sua emancipação e assimilação. O termo se tornou intimamente associado ao aumento do moderno antissemitismo na década de 1870.
Ao longe, o mais notável uso da expressão foi pelos nazistas, no início do século XX, culminando na implementação da solução final durante a II Guerra Mundial.
O sionismo é um subproduto do debate sobre a "questão judaica", levantado com a justificativa de resolução das questões suscitadas pelo antissemitismo.
Segundo o estudioso do Holocausto, Lucy Dawidowicz, o termo "Questão Judaica", introduzido na Europa Ocidental era uma expressão neutra para a atitude negativa em direção à aparente e persistente singularidade dos judeus como um povo sobre o pano de fundo do aumento dos nacionalismos políticos e das novas-nação estados.